# 阿佐内
阿佐内（義大利語：Azzone），是意大利贝加莫省的一个市镇。总面积16.84平方公里，人口441人，人口密度26.2人/平方公里（2009年）。国家统计（ISTAT）代码为016017。